# Dichordophora aplagaria
Dichordophora aplagaria är en fjärilsart som beskrevs av Dyar 1910. Dichordophora aplagaria ingår i släktet Dichordophora och familjen mätare. Inga underarter finns listade i Catalogue of Life.